# Oriolus xanthornus
Черноголовая иволга (лат. Oriolus xanthornus) — вид птиц семейства иволговых, выделяют пять подвидов. Распространены в Азии.

## Описание
Черноголовая иволга достигает длины тела 23—25 см и массы от 46 до 79 г. Между полами наблюдается очень слабый половой диморфизм. У самцов ярко-жёлтый крестец и чёрные крылья с жёлтым пятном. Голова, шея и верхняя часть груди чёрные, а плечи и спина желтоватые или желтовато-оливково-зелёные. Нижняя часть груди, брюхо и остальная часть нижней части тела ярко-жёлтые. Хвостовые перья чёрные с жёлтыми внешними перьями. Самки похожи на самцов по окраске, но несколько бледнее. У обоих полов клюв от розового до красновато-коричневого цвета. Ноги и когти серого цвета. Глаза имеют красную радужную оболочку.

## Похожие виды
Поскольку очень похожая масковая иволга (Oriolus larvatus) обитает исключительно в южной и восточной Африке, географического совпадения с Oriolus xanthornus нет. Icterus graduacauda, обитающий в Техасе и Мексике, также не имеет общих мест обитания с Oriolus xanthornus и отличается от неё черным клювом.

## Распространение, подвиды и места обитания
Широко распространена в Юго-Восточной Азии. Выделяют пять подвидов:
- Oriolus xanthornus xanthornus (Linnaeus, 1758) от севера Индии до Малайского полуострова и Индокитая
- Oriolus xanthornus maderaspatanus в центральной и южной Индии
- Oriolus xanthornus ceylonensis в Шри-Ланке
- Oriolus xanthornus reubeni на Андаманских островах
- Oriolus xanthornus tanakae на северо-востоке Борнео

Встречаются в смешанных влажных лесах, болотистых и мангровых лесах, на плантациях, в садах, парках и других культивируемых территориях. В основном этот вид обитает на высотах ниже 1800 метров над уровнем моря.

## Образ жизни
Предпочтительным местом обитания Oriolus xanthornus являются густые верхушки деревьев, где они живут поодиночке или парами. Питаются они в основном фруктами, ягодами и цветочным нектаром, иногда насекомыми. Основной сезон размножения приходится на период с апреля по июнь. Чтобы произвести впечатление на самку, самцы издают мелодичную, похожую на флейту песню и выполняют акробатические трюки в полёте. Как только пара находит друг друга, они начинают строить гнездо, которое имеет форму глубокой чаши и сделано из листьев, трав, узких полосок коры и тонких веточек. Внутри оно выстлано лишайником, шерстяными волокнами и мхами. Обычно оно строится в густой листве крон лиственных деревьев. Самка играет ведущую роль в строительстве гнезда, а самец снабжает её подходящим строительным материалом. Как только гнездо готово, самка откладывает от двух до четырёх яиц светло-голубого или зеленоватого цвета с коричневыми или фиолетовыми крапинками, которые она насиживает в основном сама. Период насиживания длится около 14-16 дней. В это время самец продолжает ухаживать за самкой. После вылупления птенцов оба родителя принимают участие в их кормлении и уходе за ними до тех пор, пока они не станут самостоятельными.

## Охранный статус
Oriolus xanthornus образует стабильные популяции в местах своего обитания. МСОП относит его к видам, «вызывающим наименьшие опасения».

## Легенда
Согласно бенгальской легенде, несчастная девушка из купеческой семьи подвергалась издевательствам и пыткам со стороны свекрови. Она вымазалась желтой куркумовой пастой, покрыла голову сажей и покончила с собой. Богиня воскресила её в виде иволги с чёрным капюшоном. В Бенгалии эту птицу называют Бенебу («жена торговца»).